# Rudolf Hermann Lotze
Rudolf Hermann Lotze (ur. 21 maja 1817 w Budziszynie, zm. 1 lipca 1881 w Berlinie) – niemiecki logik i filozof.

## Życiorys
W 1834 zapisał się na Uniwersytet w Lipsku. Studiował filozofię i medycynę w 1838 uzyskał doktoraty z obu dyscyplin. Po roku praktyki lekarskiej w Zittau, rozpoczął pracę na Uniwersytecie w Lipsku jako adiunkt na Wydziale Lekarskim w 1839, a w 1840 na Wydziale Filozofii. W 1840 uzyskał podwójny stopień naukowy, na podstawie rozpraw habilitacyjnych, z medycyny i filozofii. W efekcie otrzymał licencję na nauczanie (venia legendi) na uczelniach niemieckich w tych dwóch dziedzinach. W 1844 został profesorem filozofii na Uniwersytecie w Getyndze. W Getyndze pozostał do 1880, kiedy to został mianowany profesorem filozofii na Uniwersytecie Berlińskim. 

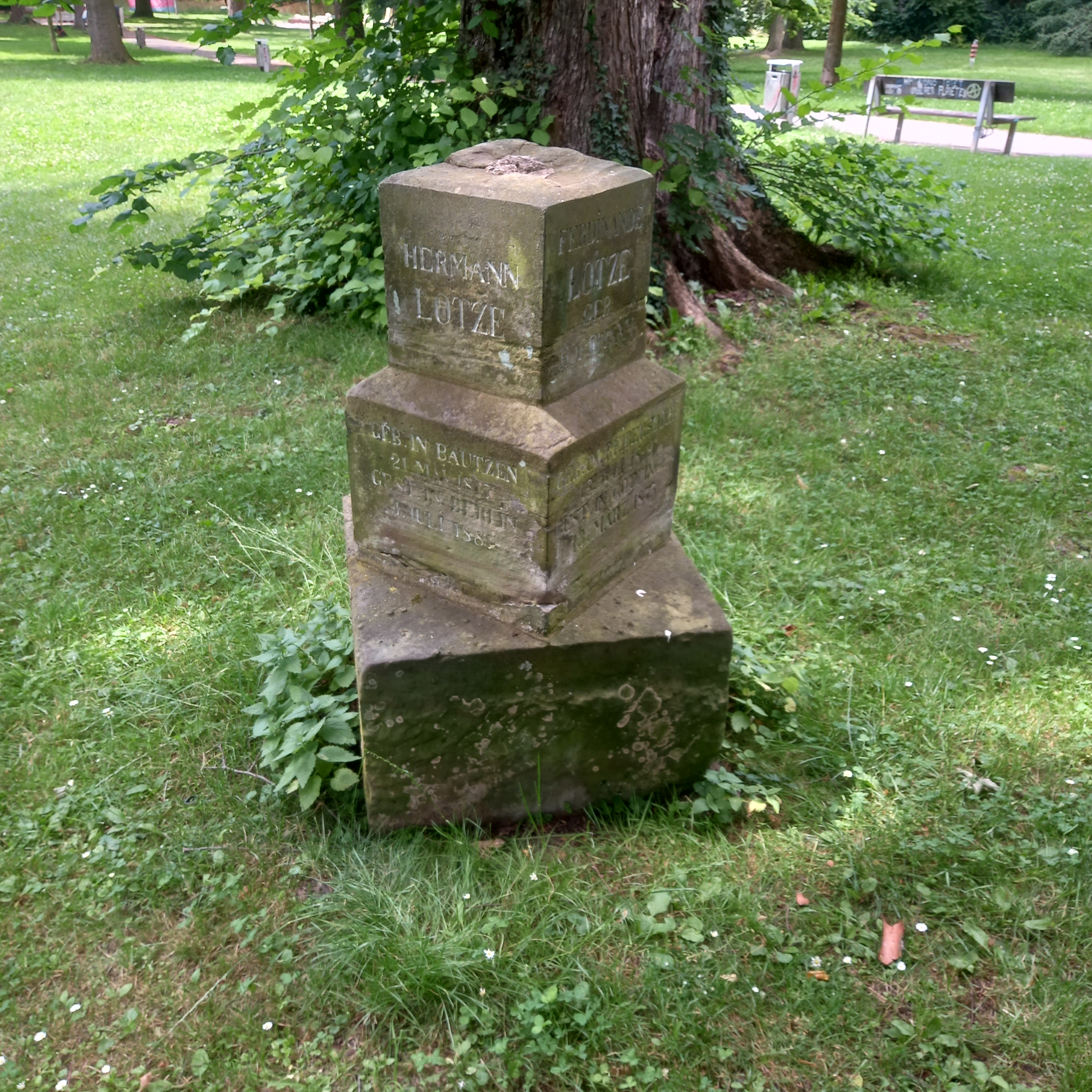
Grobowiec Rudolfa Hermanna Lotze i jego żony w Getyndze

Uważany za czołowego niemieckiego metafizyka po Georgu Heglu. Autor m.in.:
- Metaphysik (1841)
- Logik (1843)
- Medizinische Psychologie oder Physiologie der Seele (1852)
- Mikrokosmus. Ideen zur Naturge8chichte und Geschichte der Menschheit (1854)
- Geschichte der Aesthetik in Deutschland (München, 1868)
- System der Philosophie

Logika Rudolfa Hermanna Lotzego miała istotny wpływ na poglądy filozofów medycyny, utożsamianych ze „starszą” polską szkołą filozofii medycyny.